# Аксугум
Аксугум (каз. Ақсоғым) — село в Чингирлауском районе Западно-Казахстанской области Казахстана. Входит в состав Кызылкульского сельского округа. Код КАТО — 276645200.

## Население
В 1999 году население села составляло 89 человек (51 мужчина и 38 женщин). По данным переписи 2009 года, в селе проживало 85 человек (46 мужчин и 39 женщин).